# Cartierul Bulgaria din Cluj-Napoca

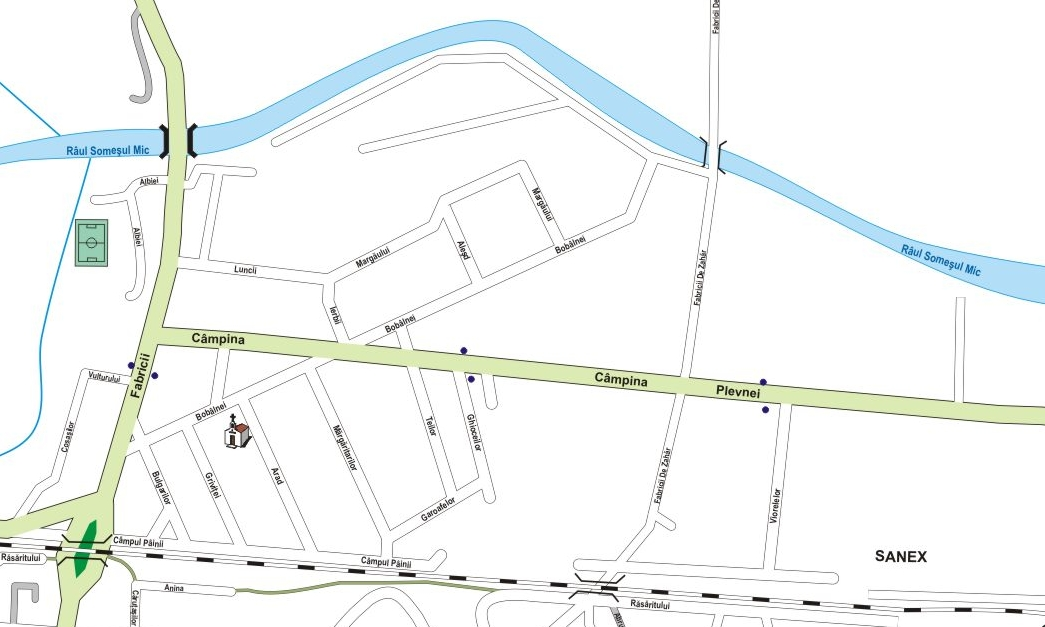
Harta Cartierului Bulgaria

Bulgaria, cartier în Cluj-Napoca, e situat în partea de nord a orașului, între calea ferată și râul Someș. Zonă preponderent industrială, aici se află localizate multe fabrici și sedii de companii. Cartierul a fost denumit după cele 15-20 familii de bulgari ce s-au refugiat în acea zona în a doua jumătate a secolului al XIX-lea.[]